# Uldbinding
|  | Denne artikel er oprettet af botten Steenthbot ud fra en ekstern database. Den kan derfor have sproglige fejl eller mangler. Denne skabelon kan fjernes efter kontrol af indholdet. |

Uldbinding er en dansk dokumentarisk optagelse fra 1930.

## Handling
Uldbinding ved Nørrehede, Ringkøbing 6.9.1930.